# Зимній (Гаринський міський округ)
Зи́мній (рос. Зимний) — селище у складі Гаринського міського округу Свердловської області.
Населення — 1 особа (2010, 30 у 2002).
Національний склад населення станом на 2002 рік: росіяни — 97 %.